# Юкка-Пекка Сарасте
Юкка-Пекка Сарасте (фін. Jukka-Pekka Saraste; нар. 22 квітня 1956, Гейнола) — фінський диригент та скрипаль.

## Життєпис
Вивчав диригування в Академії імені Сібеліуса у Йорма Панули, отримав також утворення як скрипаль і якийсь час грав в Симфонічному оркестрі Фінської радіо під керівництвом Лейфа Сегерстама, потім був його асистентом.
1983 року, разом зі своїм однокурсником Еса-Пекка Салоненом, заснував камерний оркестр «Avanti!», який спеціалізувався на виконанні сучасної музики. 
У 1987—2001 рр.. Сарасте очолював Симфонічний оркестр Фінського радіо, з яким, зокрема, двічі записав повний комплект всіх симфоній Яна Сібеліуса. 
Одночасно у 1987—1991 рр. він був головним диригентом Шотландського камерного оркестру, а в 1994—2001 рр.. — Музичним керівником Торонтського симфонічного оркестру. 
У 2002—2005 роках головний запрошений диригент Симфонічного оркестру Бі-Бі-Сі. 
З серпня 2006 року по теперішній час — музичний директор Філармонічного оркестру Осло. 
У 2000 році з Фінським камерним оркестром заснував Ekenäs Summer Concerts-Festival.